# Industrijske plantaže Banja Luka
Industrijske plantaže Banja Luka (code BLSE : IPBL-R-A) est une entreprise bosnienne du secteur de la sylviculture qui a son siège social à Banja Luka, la capitale de la république serbe de Bosnie.
Industrijske plantaže Banja Luka est une filiale du groupe Incel Holding Banja Luka.

## Histoire
Industrijske plantaže Banja Luka a été créée dans les années 1960. Le capital de la société est détenu à 80 % par l'État.

## Activités
Spécialisée dans la sylviculture, Industrijske plantaže Banja Luka gère un domaine de plantations courant environ 8 000 ha, dont 4 000 situés dans la municipalité de Laktaši, 3 000 dans celle de Čelinac et 1 000 dans celle de Prnjavor. La structure des plantations s'établit de la manière suivante : Pinus Strobus (26,35 %), Pinus Nigra (21,05 %), Pinus Silvestris (10,21 %), Picea Abies (8,41 %), Larix leptolepis (13,20 %), Larix japonica (10,20 %) et Pseudotsuga taxifolia (9,00 %). Elle vend également des semis. Engagée dans la protection de l'environnement Industrijske plantaže fabrique également un fertilisant écologique, vendu sous la marque Lumbrikohumus ; elle produit aussi des huiles essentielles.

## Données boursières
Le 26 avril 2010, l'action de Industrijske plantaže Banja Luka valait 0,50 BAM (marks convertibles), soit 0,26 EUR.